# Jérôme Kerviel
Jérôme Kerviel (Pont-l'Abbé, 11 gennaio 1977) è un trader francese della Société Générale.

## Biografia
Consegue la laurea triennale in Economia e Finanza presso l'Università di Nantes e successivamente un Master nella medesima Facoltà, all'Università di Lione. Dal 2000 viene assunto dal terzo gruppo bancario francese, Société générale, al Middle Office. Nel 2002 diventa assistente trader per poi conseguire la qualifica di trader nel 2004. 
È accusato dai vertici della banca francese di essere il responsabile di una perdita pari a 4,9 miliardi di euro, a causa di rischiose posizioni finanziarie da lui occupate, per un totale nozionale di 50 miliardi di euro prima della chiusura delle posizioni. 
Lo scandalo è scoppiato a fine gennaio 2008 ed è annoverato tra i più grandi scandali finanziari della storia.